# Episodi de I Thunderman (seconda stagione)
La seconda stagione della serie televisiva I Thunderman è stata trasmessa negli Stati Uniti dal 13 settembre 2014 al 28 marzo 2015 su Nickelodeon.
La stagione è composta da 24 episodi nella versione originale e da 25 in quella italiana, perché l'episodio Un nuovo supereroe è stato diviso in due parti nella versione italiana.
In Italia la seconda stagione è stata trasmessa in prima TV assoluta e in disordine dal 16 febbraio al 31 ottobre 2015 su Nickelodeon, mentre in chiaro è stata trasmessa dal 2015 su Super!
| n° | Codice di prod. | Titolo originale                | Titolo italiano                          | Prima TV USA      | Prima TV Italia  |
| -- | --------------- | ------------------------------- | ---------------------------------------- | ----------------- | ---------------- |
| 1  | 203             | Thunder Van                     | Il Thunder van                           | 13 settembre 2014 | 18 febbraio 2015 |
| 2  | 201             | Four Supes and a Baby           | Quattro supereroi e un bebè              | 20 settembre 2014 | 16 febbraio 2015 |
| 3  | 205             | Max's Minions                   | Il re degli scherzi                      | 27 settembre 2014 | 23 febbraio 2015 |
| 4  | 208             | Pheebs Will Rock You            | Phoebe rockettara                        | 4 ottobre 2014    | 26 febbraio 2015 |
| 5  | 212             | Haunted Thundermans, Part 1     | I fantasmi di casa Thunderman (1ª parte) | 11 ottobre 2014   | 31 ottobre 2015  |
| 6  | 207             | Shred it go                     | Caccia ai biglietti                      | 1 novembre 2014   | 25 febbraio 2015 |
| 7  | 217             | Blue Detective                  | Indagine allo Splatburger                | 8 novembre 2014   | 24 giugno 2015   |
| 8  | 202             | Cheer and Present Danger        | Un provino riuscito a metà               | 15 novembre 2014  | 17 febbraio 2015 |
| 9  | 204             | Change of Art                   | L'asta d'arte                            | 22 novembre 2014  | 19 febbraio 2015 |
| 10 | 215             | Winter Thunderland              | Natale in casa Thunderman                | 29 novembre 2014  | 22 giugno 2015   |
| 11 | 206             | Parents Just Don't Thunderstand | I genitori più forti del mondo           | 24 gennaio 2015   | 24 febbraio 2015 |
| 12 | 216             | Meet the Evilmans               | Gli Evilman                              | 23 febbraio 2015  | 23 giugno 2015   |
| 13 | 211             | The Neverfriending Story        | Amicizie incompatibili                   | 24 febbraio 2015  | 17 giugno 2015   |
| 14 | 210             | You've Got Fail                 | Scontro fra cigni                        | 25 febbraio 2015  | 16 giugno 2015   |
| 15 | 220             | Doubles Trouble                 | Sfida al country club                    | 26 febbraio 2015  | 25 giugno 2015   |
| 16 | 213             | Who' s Your Mummy               | Il passato della mamma                   | 2 marzo 2015      | 18 giugno 2015   |
| 17 | 214             | The Amazing Rat Race            | La fantastica corsa dei topi             | 3 marzo 2015      | 19 giugno 2015   |
| 18 | 209             | Mall Time Crooks                | Un compleanno elettrizzante              | 4 marzo 2015      | 15 giugno 2015   |
| 19 | 221             | It's Not What You Link          | Il duca delle tenebre                    | 5 marzo 2015      | 5 ottobre 2015   |
| 20 | 222             | Cape Fear                       | Un supereroe inaspettato                 | 9 marzo 2015      | 6 ottobre 2015   |
| 21 | 223             | Call of Lunch Duty              | L'inafferrabile Rebel Raptor             | 10 marzo 2015     | 7 ottobre 2015   |
| 22 | 224             | One Hit Thunder                 | Il segreto di Link                       | 11 marzo 2015     | 8 ottobre 2015   |
| 23 | 225             | The Girl With The Dragon Snafu  | Il drago della discordia                 | 25 marzo 2015     | 15 ottobre 2015  |
| 24 | 218             | A Hero is Born                  | Un nuovo supereroe (1ª parte)            | 28 marzo 2015     | 13 ottobre 2015  |
| 25 | 219             | A Hero is Born                  | Un nuovo supereroe (2ª parte)            | 28 marzo 2015     | 14 ottobre 2015  |

## Il Thunder van
- Titolo originale: Thunder Van
- Diretto da: Jonathan Judge
- Scritto da: Lisa Muse Bryant

### Trama
Hank ritira il Thunder Van, il suo vecchio furgone da supereroe, per insegnare Phoebe a guidarlo e prepararsi all'università per diventare supereroi. Tuttavia, una sera, Max tenta di usarlo per fare un giro e finisce per far guidare la sorella; inconsapevolmente a loro, anche Billy e Nora ci salgono di nascosto. A causa di alcuni incidenti Barb e Hank credono che dei supercattivi lo stiano rubando e, con delle simulazioni, gli fanno credere di trovarsi sul fondo dell'oceano e in un cratere di un vulcano. Alla fine però tutto si chiarisce e Phoebe ammette di non voler andare immediatamente all'università per supereroi, ma preferisce vivere come una normale adolescente.

## Quattro supereroi e un bebè
- Titolo originale: Four Supes and a Baby
- Diretto da: Jonathan Judge
- Scritto da: Dan Serafin

### Trama
Phoebe incontra un ragazzo, Dylan, e gli dà appuntamento al parco con i suoi fratelli. Max vuole aprire una cassaforte e ha bisogno di Billy e Nora, ma Phoebe li porta al parco. All'improvviso viene Max, prende il passeggino di Nora su cui c'era una bambola, Baby Loolo, e porta a casa i fratelli. Arrivati a casa scoprono che hanno preso il passeggino del ragazzo su cui c'era il fratellino di Dylan. Max organizza un piano e porta il bambino nel passeggino. Infine Dylan pensa che Phoebe abbia seri problemi.

## Il re degli scherzi
- Titolo originale: Max's Minions
- Diretto da: Sean Mulcahy
- Scritto da: Anthony Q. Farrell

### Trama
Tre ragazzi del liceo, Lionel, Jack e Tom, chiedono a Max lezioni per imparare a fare degli scherzi come i suoi. Max ne approfitta.

## Phoebe rockettara
- Titolo originale: Pheebs Will Rock You
- Diretto da: Robbie Countryman
- Scritto da: Sean W. Cunningham e Marc Dworkin

### Trama
Phoebe conosce un ragazzo a scuola che si chiama Oyster e che scrive poesie; arrivata a casa, scopre che Oyster è il chitarrista della band di Max e cerca di diventare la ragazza così da avere una poesia dedicata. Max sconsiglia caldamente di farlo per due motivi: perché non vuole che Phoebe disturbi le prove della band e perché crede che Oyster non sia il tipo di ragazzo ideale per Phoebe; Phoebe prende questa affermazione come una critica e decide di cambiare look e carattere per cercare di attrarre Oyster. Il piano riesce tanto che Oyster vuole stare più con Phoebe che con la sua band. Phoebe, dopo il suo appuntamento con Oyster, scopre che il ragazzo è interessato solo alle chitarre e le tratta come esseri viventi. Phoebe si stufa e decide quindi di far tornare Oyster nella band.

## I fantasmi di casa Thunderman (1ª parte)
- Titolo originale: Haunted Thundermans
- Diretto da: Trevor Kirschner
- Scritto da: Jed Spingarn

### Trama
I fratelli Preston, Miles e Luoie, due giovani fantasmi, mentre si addentrano tra le strade del mondo degli spettri, si imbattono nella prigione dove è rinchiuso il criminale fantasma Green Ghoul, un fantasma di 13º livello e acerrimo nemico di Hank che lui stesso aveva rinchiuso in prigione. Louie senza volerlo danneggia la parete della prigione e Green Ghoul riesce a evadere. Quando Hank viene a sapere che Green Ghoul è evaso e che il fantasma che inavvertitamente lo ha fatto evadere di prigione (Louie) vive a New Orleans, va lì insieme alla famiglia, infatti preferisce che rimangano uniti nel caso Green Ghoul decida di attaccarli per ritorsione contro Hank, inoltre indosseranno dei ciondoli di demonite, che impedirà la possessione dei fantasmi. Giunti a New Orleans i Thunderman vanno alla pasticceria "Torte al quadrato" gestita da Michelle Hathaway, madre di Frankie e Taylor, inoltre scoprono che la pasticceria, che è anche la casa delle Hathaway, è la dimora di Louie, dato che lui e il fratello, insieme al padre, Ray Preston, vivono con le Hathaway. I Thunderman riescono a vedere i fantasmi Preston, perché come spiega Miles tutti i supereroi hanno il "dono" ovvero la capacità di vedere gli spettri. Taylor fa amicizia con Phoebe ed entrambe vengono invitate alla festa di Halloween di Chad, un compagno di scuola di Taylor, e le due quindi vanno alla festa insieme a Miles, quest'ultimo è felice come non mai dato che finalmente ha l'occasione di conoscere Hank, il suo supereroe preferito, di cui Ray è invidioso, quindi Ray decide di aiutare Hank a costruire la gabbia per contenere Green Ghoul e dimostrare a Miles il suo valore. Frankie fa amicizia con Billy e Nora, i tre vanno a fare dolcetto o scherzetto riscuotendo un numero notevole di dolci e caramelle. Intanto alla festa di Chad, alla quale si imbuca Max che con il suo dispositivo ha individuato lì la presenza del Green Ghoul, Phoebe passa del tempo da sola con Chad in quello che sembra uno scenario romantico, ma il ragazzo è stato impossessato del Green Ghoul che si impossessa di Phoebe.
- Questo episodio è la prima parte di un crossover con la serie televisiva I fantasmi di casa Hathaway ed è seguito dall'episodio I fantasmi di casa Thunderman (2ª parte).

## Caccia ai biglietti
- Titolo originale: Shred It Go
- Diretto da: David Kendall
- Scritto da: Sasha Stroman

### Trama
Phoebe è una fan del duo MKTO e partecipa a un concorso che mette in palio due biglietti per il loro concerto. A grande sorpresa li ottiene Max.

## Indagine allo Splatburger
- Titolo originale: Blue Detective
- Diretto da: Alex Zamm
- Scritto da: Sean W. Cunningham e Marc Dworkin

### Trama
Mentre si trova allo Splatburger per mangiare un panino con Maddy, Max si rende conto che la sua pelle è diventata blu.

## Un provino riuscito a metà
- Titolo originale: Cheer and Present Danger
- Diretto da: Jonathan Judge
- Scritto da: Jed Spingarn

### Trama
Phoebe partecipa assieme a Cherry a un'audizione per entrare nella squadra di cheerleaders della scuola ma, alla fine, viene scelta solo la sua amica.

## L'asta d'arte
- Titolo originale: Change of Art
- Diretto da: Jonathan Judge
- Scritto da: David Hoge e Dan Cross

### Trama
Phoebe scopre che Max usa Billy per rubare dipinti e sculture da tutto il mondo per esporli all'asta d'arte, ma il vaso rubato per Phoebe proviene proprio dal museo ed è un pezzo inestimabile.

## Natale in casa Thunderman
- Titolo originale: Winter Thunderland
- Diretto da: Michael J. Shea
- Scritto da: Wesley Jermaine Johnson e Scott Taylor

### Trama
È la vigilia di Natale e Max vuole a tutti i costi rovinare la festa, per mantenere alta la sua fama di cattivo. Saranno lo Spirito del Natale Passato, lo Spirito del Natale Presente e lo Spirito del Natale futuro a fargli cambiare idea.

## I genitori più forti del mondo
- Titolo originale: Parents Just Don't Thunderstand
- Diretto da: David Kendall
- Scritto da: Dicky Murphy

### Trama
Max e Phoebe sono invitati alla festa di Winnie Lee, ma dal momento che i genitori della ragazza non ci saranno, Barb e Hank non vogliono lasciarli andare, così Max usa un gadget per farli ritornare adolescenti e dare una festa in casa loro. Nel frattempo Billy e Nora sono andati a dormire dal cugino Blobbin per aiutarlo in un piano.

## Gli Evilman
- Titolo originale: Meet the Evilmans
- Diretto da: Sean Mulcahy
- Scritto da: Sasha Stroman

### Trama
Phoebe e Max incontrano un ragazzo di nome Link, il cui ha dei superpoteri. Phoebe vuole uscire con lui, ma scopre che è il figlio di Evilman, acerrimo nemico di Hank che ora è in pensione.

## Amicizie incompatibili
- Titolo originale: The Neverfriending Story
- Diretto da: Shannon Flynn
- Scritto da: Sona Panos

### Trama
Cherry e Kelsey, due amiche di Phoebe, e Oyster e Gideon, due amici di Max, sembrano andare d'accordo, così Max e Phoebe cercano di separarli, ma Hank e Barb gli chiedono di badare a Billy e Nora.

## Scontro fra cigni
- Titolo originale: You've Got Fail
- Diretto da: Shannon Flynn
- Scritto da: Lisa Muse Bryant

### Trama
Max vuole vincere a tutti i costi una gara che assegnerà 10 000 dollari al miglior video che riprende un epic fail e per farlo intende rovinare lo spettacolo di danza di Phoebe.

## Sfida al country club
- Titolo originale: Doubles Trouble
- Diretto da: Jonathan Judge
- Scritto da: Anthony Q. Farrell e Dicky Murphy

### Trama
Phoebe deve vincere un torneo di tennis per poter essere ammessa al country club frequentato da Link.

## Il passato della mamma
- Titolo originale: Who's Your Mommy
- Diretto da: Carl Lauten
- Scritto da: Anthony Q. Farrell

### Trama
I Thunderman vogliono una piscina e così organizzano un mercatino. Ma durante il mercatino Max vende per caso a un ragazzino l'"elettro-frusta", un'arma pericolosa e instabile che Barb utilizzava nella sua vita da supereroina.

## La fantastica corsa dei topi
- Titolo originale: The Amazing Rat Race
- Diretto da: Eric Dean Seaton
- Scritto da: Dicky Murphy

### Trama
Phoebe propone a Max e alla sua band di suonare ad un ballo dato che il DJ non può venire, ma Gideon e Wolfgang non sono d'accordo, quindi organizzano una gara di ratti per decidere. Per essere sicuro di vincere, Max usa l'animaraggio per trasformare Billy in un ratto e farlo gareggiare, ma poi lui non vuole più ridiventare umano.

## Un compleanno elettrizzante
- Titolo originale: Mall Time Crooks
- Diretto da: Robbie Countryman
- Scritto da: Adam Scott

### Trama
È il compleanno di Hank e Barb vuole organizzargli una festa a sorpresa. Spedisce quindi Phoebe e Max al centro commerciale a prendere un orologio.

## Il duca delle tenebre
- Titolo originale: It's Not What You Link
- Diretto da: Tim Ryder
- Scritto da: Sona Panos (soggetto) e Lisa Muse Bryant (sceneggiatura)

### Trama
Max detesta Link, il ragazzo di Phoebe. Phoebe riesce a trovare un modo per farli diventare amici ma scopre che Max lo ha coinvolto in una guerra tra le potenze dell'oscurità.

## Un supereroe inaspettato
- Titolo originale: Cape Fear
- Diretto da: Robbie Countryman
- Scritto da: Wesley Jermaine Johnson e Scott Taylor

### Trama
Invidiosa di un'amica che l'ha ottenuto prima di lei, Phoebe fa di tutto per aggiudicarsi il prestigioso "mantello da supereroe".

## L'inafferrabile Rebel Raptor
- Titolo originale: Call of Lunch Duty
- Diretto da: Trevor Kirschner
- Scritto da: Dan Serafin

### Trama
Sperando di prendere una "A" al corso di giornalismo, Phoebe decide di scrivere un articolo su Rebel Raptor, il ragazzo che fa continui vandali alla scuola di notte. Alla fine, si scopre che Rebel Raptor è Max.

## Il segreto di Link
- Titolo originale: One Hit Thunder
- Diretto da: Shannon Flynn
- Scritto da: Sean W. Cunningham e Marc Dworkin

### Trama
Max e la sua band vengono ingaggiati per un provino per suonare allo splatburger, ma non hanno un loro pezzo. Max ruba quindi il diario di Phoebe per farne una canzone. Quando suona il nuovo pezzo nel locale, Link ascolta il testo che parla dei segreti che condivideva con Phoebe, e si arrabbia molto.

## Il drago della discordia
- Titolo originale: The Girl with the Dragon Snafu
- Diretto da: Eric Dean Seaton
- Scritto da: David Hoge e Dan Cross

### Trama
La signora Austin chiede ai ragazzi di formare dei gruppi e di realizzare un progetto sulla Cina. Per una serie di circostanze, Phoebe si trova ad elaborarlo in coppia con Max.

## Un nuovo supereroe (1ª parte)
- Titolo originale: A Hero Is Born
- Diretto da: Jonathan Judge
- Scritto da: Jed Spingarn e Dan Serafin

### Trama
Barb non riesce a controllare la sua elettricità. La causa è sorprendente: la super mamma è di nuovo incinta! Dopo la nascita della sorellina Chloe grazie a Colosso, quest'ultimo e Max vanno a Metroburg per una premiazione del dottor Colosso.

## Un nuovo supereroe (2ª parte)
- Titolo originale: A Hero Is Born
- Diretto da: Jonathan Judge
- Scritto da: Jed Spingarn e Dan Serafin

### Trama
Max e il Dr.Colosso, diventato umano, vengono catturati da Re Granchio, Lady Web e Scalestro, dei supercattivi di Metroburg. Siccome Barb dorme ed Hank sta cercando Billy e Nora, Phoebe deve salvarli, ma a costo di dover rivelare il suo segreto alla sua migliore amica Cherry.